# Santa María de Huerta

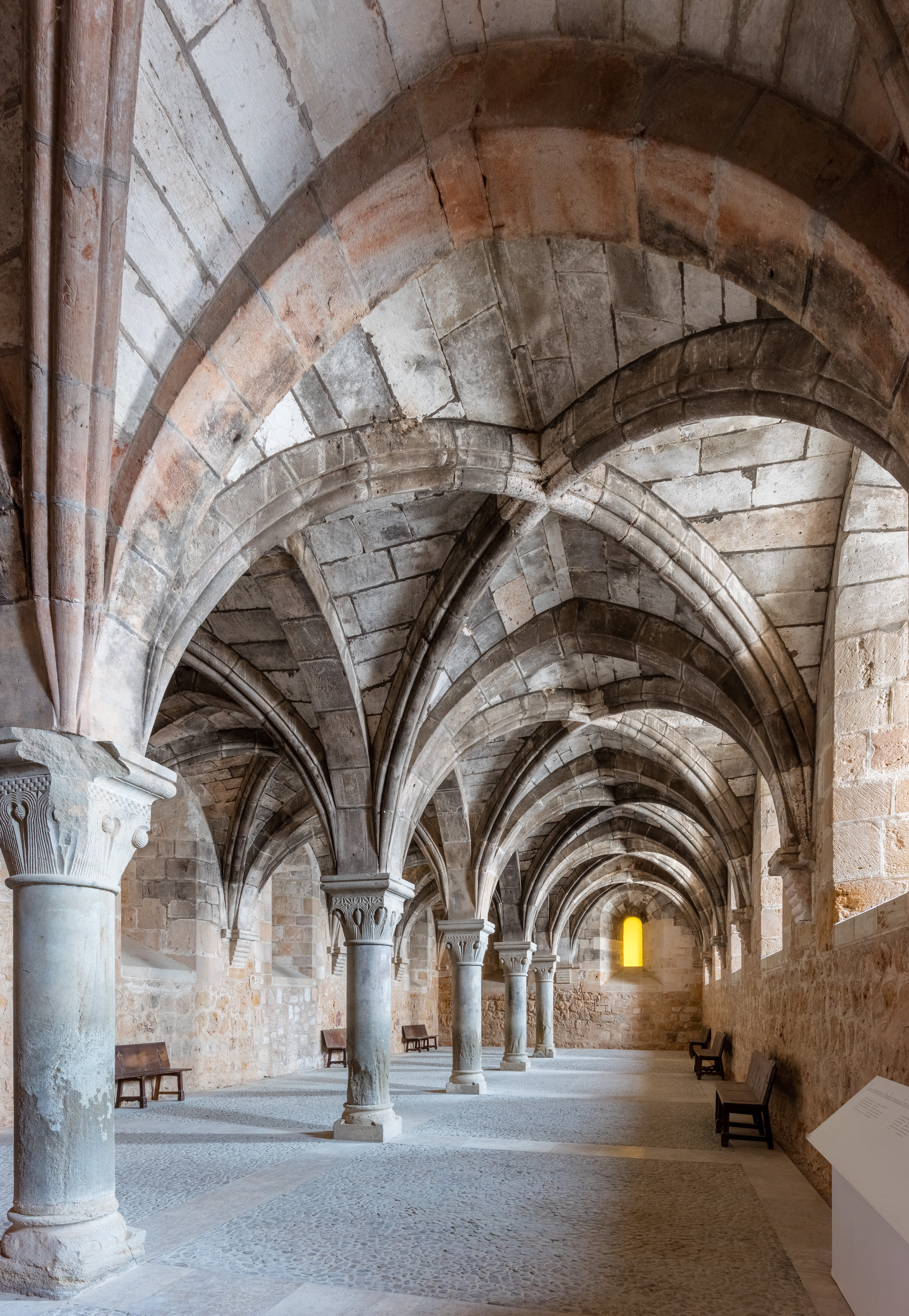
Monastère.

Santa María de Huerta est une commune d'Espagne, située dans la province de Soria (Castille-et-León).